# سرجس ألبرتيسي
سرجس ألبرتيسي (الاسم العلمي:Sargassum albertisii) هو نوع من الطلائعيات يتبع جنس السرجس من الفصيلة السرجسية.